# Diecezja Aleppo
Diecezja Aleppo – diecezja Apostolskiego Kościoła Ormiańskiego z siedzibą w Aleppo w Syrii.
Biskupem diecezji jest Szahan Sarkisjan (2022).